# Badminton 1942
Höhepunkt des Badmintonjahres 1942 waren die French Open. Skandinavien, Frankreich und Nordamerika waren die Zentren der Sportart im vierten Kriegsjahr. Der internationale Spielbetrieb kam nahezu vollständig zum Erliegen, auch waren nationale Titelkämpfe äußerst rar.
==Internationale Veranstaltungen ==
| Veranstaltung | Herreneinzel | Dameneinzel   | Herrendoppel               | Damendoppel                    | Mixed                          |
| ------------- | ------------ | ------------- | -------------------------- | ------------------------------ | ------------------------------ |
| French Open   | Yves Baudoin | Yvonne Girard | Michel Marret René Mathieu | Yvonne Girard Madeleine Girard | Michel Marret Madeleine Girard |

==Nationale Meisterschaften==
| Veranstaltung | Herreneinzel       | Dameneinzel                  | Herrendoppel                      | Damendoppel                   | Mixed                              |
| ------------- | ------------------ | ---------------------------- | --------------------------------- | ----------------------------- | ---------------------------------- |
| Dänemark      | Tage Madsen        | Tonny Olsen                  | Tage Madsen Carl Frøhlke          | Ruth Dalsgaard Jytte Thayssen | Tage Madsen Ruth Dalsgaard         |
| Niederlande   | Edward H. den Hoed | Annie W. Koch H. Dresselhuys | J. de Haas Edward H. den Hoed jr. | C. Braat D. Braat             | Edward H. den Hoed jr. de Ruyter   |
| Schweden      | Hasse Petersson    | Martha Holmström             | Sture Ericsson Gösta Kjellberg    | Thyra Hedvall Carin Stridbäck | Bertil Jönsson Britt Pahle         |
| USA           | David G. Freeman   | Evelyn Boldrick              | David G. Freeman Chester Goss     | Evelyn Boldrick Janet Wright  | David G. Freeman Sara Lee Williams |